# Імпорт-експорт

Імпорт Експорт (нім. Import Export) — фільм австрійського режисера Ульріха Зайдля, 2007 року. Картину було номіновано на Золоту пальмову гілку Каннського кінофестивалю 2007 року. «Імпорт Експорт» завоював гран-прі Єреванського міжнародного кінофестивалю — золоту абрикосу. Це був єдиний австрійський фільм, номінований на Європейський кіноприз 2007 року. Зйомки проходили в Відні, Україні, Румунії, Чехії та Словаччині з 2005 року до травня 2007 року на 16 мм та 35 мм плівку.
Фільм паралельно розкриває дві сюжетні лінії: одну — медсестри з України, що в пошуках кращого життя вирушає на Захід; другу — безробітного охоронця з Австрії, що вирушає на Схід по тій самій причині, і врешті-решт потрапляє в Україну.

## Сюжет
Як в Австрії, так і в Україні, в обох країнах холодна, сніжна зима, похмурі та холодні люди. Так це виглядає з першого погляду, в абсолютно різних регіонах життя не є таким уже різним. Фільм висвітлює дві долі, що шукають свого щастя через Імпорт та Експорт. Освічена українська медсестра та мати Ольга, що бажає вирватися зі своєї звичної життєвої безвихідності, набути світового досвіду, та ніколи не займатися, як її подруги, віртуальним сексом через вебкамеру з іноземцями. Залишивши дитину в Україні, Ольга вирішує перебратися на Захід, в Австрію. Там влаштовується на роботу прибиральницею, та дуже швидко її втрачає, як і наступну роботу домашньої помічниці в міській віллі. Потім влаштовується на постійну роботу до шпиталю для літніх людей.
У молодого безробітного жителя Відня Пауля життя не набагато ліпше. Пауль втрачає свою роботу охоронця, та має немалі проблеми, маючи погасити борги перед своїми друзями, знайомими та вітчимом. Але зайнятість більше не зможе йому в цьому допомогти. Тож його вітчим бере його з собою в Україну продавати ігрові автомати. Паулю це надасть можливість погасити свої борги перед ним та ховатися від кредиторів.

## Задум та зйомки
Ульріх Зайдль запланував зняти трилогію про подорожі. Перший фільм буде присвячений сексуальному туризму, другий — туризму масовому, а третій — альпійському.
«Експорт-імпорт» — перший у трилогії. Картина знімалася три роки. За цей час Зайдль об'їздив Східну Європу, побувавши у Болгарії, Словенії, Румунії, Україні. Він планував відібрати натури та уточнити задум. Найбільше його вразила Східна Україна, де він побачив запустіння і розпад все ще радянського побуту.
«Артхаузтраффік» задля реклами фільму опублікував уривки зі щоденника зйомок Клауса Прідінґа, який був асистентом режисера та продюсера Ульріха Зайдля. У цьому щоденнику Україна виглядає не набагато привабливішою за Австрію із «Собачої спеки», але з інших причин.
Клаус Прідінґ описує, як вони фільмували в ужгородському готелі «Закарпаття» і були «затиснені між українськими хуліганами та корумпованими напівкримінальними охоронцями (…), а люди ображали нас і погрожували нам. Одного разу нам довелося викликати поліцію, яка негайно стала вимагати грошей за те, що позбавить нас від п'яних хуліганів, які нас тероризували».
Ще він згадує про «донецьку мафію», яка надала їм дозвіл на зйомки на Єнакіївському металургійному заводі: «Після бурхливої дискусії з одним із місцевих її (донецької мафії — автор) босів, яка супроводжувалася щедрою пиятикою, що вона негативно позначилася на моєму здоров'ї, нам вдалося отримати дозвіл».
«Але, як це часто буває із Зайдлем, незадовго до початку зйомок він вирішив взагалі не використовувати ці натури, і просто відмінив там зйомки. Бос не міг повірити в це. Тільки коли ми заплатили за оренду (невикористаної) натури, додавши до цього пляшку чудового бренді, він пообіцяв не вбивати нас, якщо ми більше не будемо потрапляти йому на очі», — пише Прідінґ.
Проте в картині «Імпорт-експорт» усього цього немає. Ніяких корумпованих охоронців, п'яних хуліганів та донецької мафії.

## Критика
Фільм отримав неоднозначні відгуки. Зокрема, австрійцям, які і раніше недолюблювали Ульріха Зайдля, котрий занадто відверто знімав про всі негаразди суспільного життя в Австрії, в більшості фільм не сподобався. Дехто каже, що фільм задовгий, надто вульгарний, чи навіть жорстокий. Інші ж звертають увагу на реалістичність та документальну точність всього, що зображено у фільмі (адже Ульріх Зайдль раніше знімав документальне кіно), як, наприклад, сцена, що зображає як мати Ольги кладе в духовку вогнетривку цеглину задля того, щоб нагріти квартиру в 30-градусний мороз, чи жахливі сцени зруйнованих самими жильцями будівель Словацьких циган. Недаремно всі, хто знявся в фільмі — не професійні актори, а звичайні люди.
Тобіас Кнібе із «Зюддойче Цайтунг» написав: «Цей фільм — „серйозна робота“. Імпорт Експорт — фільм, що висвітлює сніжні бурі в Україні, а також австрійські бюрократичні лікарні, чи ганебність своїх героїв, але це придає фільму силу, яка в іншому випадку ймовірно не виявляється». Цей фільм був одним з найкращих фільмів на конкурсі на Золоту пальмову гілку.
Фільм також не оминула й Українська преса.
Денис Іванов, директор компанії «Артхауз Трафік» каже: «Фільм дійсно екстремальний. Він екстремальний, з одного боку, для українця, оскільки там є українська тема. І з другого боку, метафорою европейця він бачить дім для літніх людей, у котрому за всіма доглядають, усім добре, але це дім для літніх людей, з якого практично пішло все живе».
У фільмі чимало українських краєвидів, особливо Донбасу — із сіро-чорними заводами, обшарпаними багатоповерхівками й барами. «Імпорт-Експорт» — фільм жорстокий, з багатьма пікантними сценами і без хепі-енду. Такий режисерський задум — глядачу має бути некомфорто, щоб він задумався.